# کوت‌ایر
کوت‌ایر (به انگلیسی: COTAIR) یک شرکت هواپیمایی است که در ۲۰۰۸ میلادی تأسیس شده‌است. دفتر مرکزی کوت‌ایر در کوتونو، بنین واقع شده‌است و قطب این شرکت هواپیمایی در کوتونو فرودگاه کژیون قرار دارد و به ۲ مقصد، پرواز انجام می‌دهد.